# نيدزاد فيرلاسيفيتش
نيدزاد فيرلاسيفيتش مواليد 8 أكتوبر 1955 في جمهورية يوغوسلافيا الاشتراكية الاتحادية - الوفاة 21 يناير 2001 في توزلا، كان لاعب كرة قدم بوسني كان يلعب كمدافع.

## المسيرة الاحترافية

### أندية لعب لها
- نادي سلوبودا توزلا
- نادي سلوبودا توزلا
- نادي جيلييزنيتشار ساراييفو

## روابط خارجية
- نيدزاد فيرلاسيفيتش على موقع عالم كرة القدم.نت (الإنجليزية)